# Wilhelm V. (Hessen-Kassel)

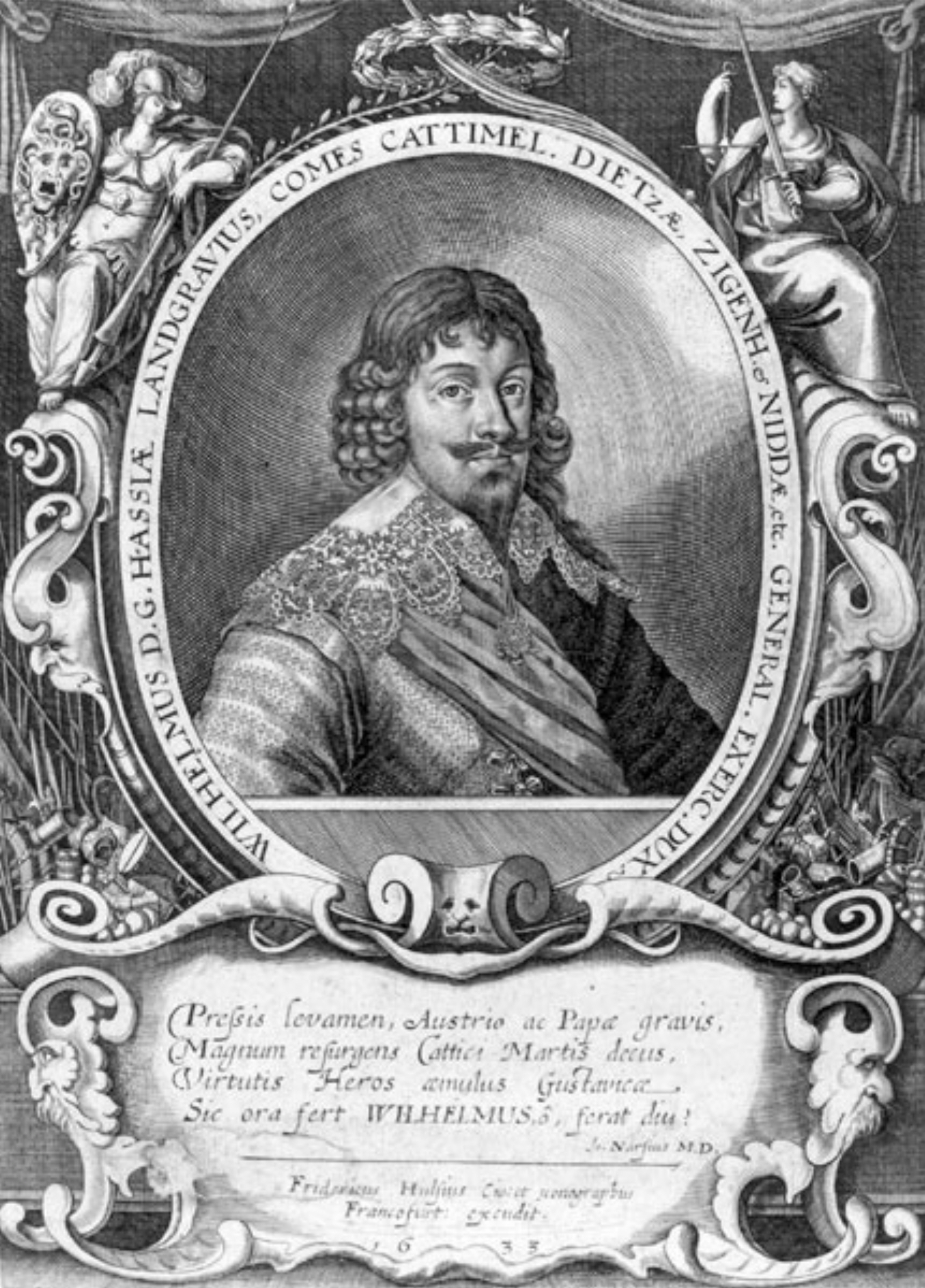
Landgraf Wilhelm V. von Hessen-Kassel

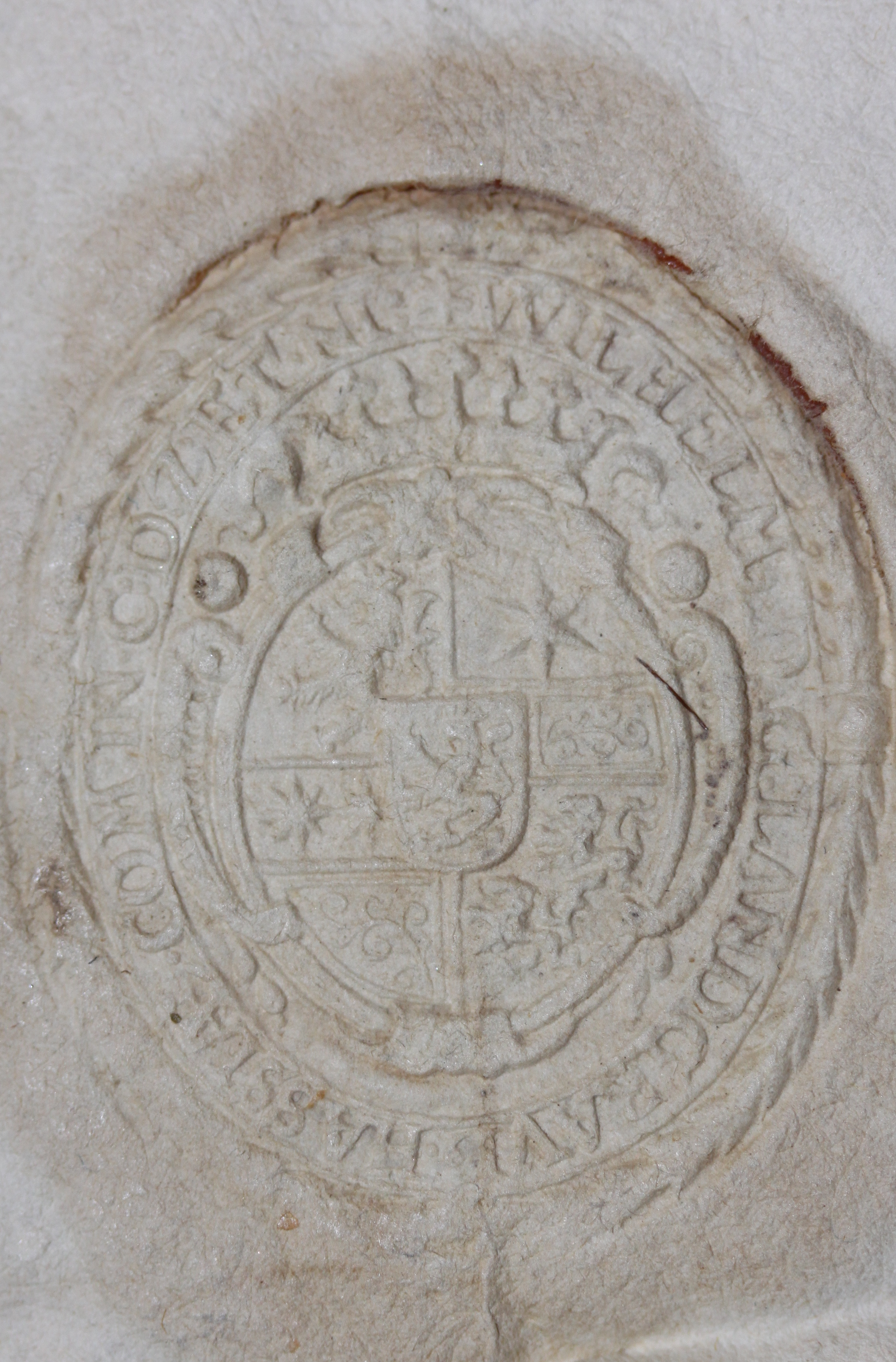
Papiergedecktes Siegel von Landgraf Wilhelm V.

Wilhelm V. von Hessen-Kassel, genannt der Beständige, (* 14. Februar 1602 in Kassel; † 21. September 1637 in Leer, Ostfriesland) aus dem Haus Hessen, Sohn des Landgrafen Moritz von Hessen-Kassel, war von 1627 bis 1637 Landgraf von Hessen-Kassel.
Unter dem Gesellschaftsnamen Der Kitzlichte wurde er als Mitglied in die literarische Fruchtbringende Gesellschaft aufgenommen.

## Politische Ausgangssituation
Wilhelms Vater Moritz hatte vielseitige Interessen, die aber von der Wirtschaftskraft seines Landes nicht gedeckt waren. Er kämpfte zudem zeitlebens um das Marburger Erbe, das ihm Hessen-Darmstadt, streitig machte. Der Erblasser, Landgraf Ludwig IV. von Hessen-Marburg hatte bestimmt, dass sein Land lutherisch bleiben sollte. Landgraf Moritz aber war reformiert, der Landgraf von Hessen-Darmstadt hingegen lutherisch. Letzterer erlangte ein Urteil vom Reichshofrat zu seinen Gunsten. Moritz ignorierte dieses Urteil und musste zugunsten seines zweitältesten Sohnes abdanken. Sein ältester Sohn und Wilhelms Bruder, Erbprinz Otto, war 1617 unter ungeklärten Umständen in Hersfeld, wo er Administrator der Reichsabtei Hersfeld war, verstorben.
Als Wilhelm V. die Regierung übernahm, war seine erste Maßnahme, das Urteil anzuerkennen. Das war schon erforderlich, um sein Land wirtschaftlich über Wasser zu halten. Politisch aber gab er seinen Anspruch nicht auf.
Zu Wilhelms herausragenden Leistungen zählt, dass es ihm gelang, die Wirtschaft seines Landes zu stabilisieren und mit einer Währungsreform die Folgen der „Kipper- und Wipperzeit“ zu beseitigen. Gleichzeitig versuchte er, die vom Vater übernommene Schuldenlast zu reduzieren.

## Dreißigjähriger Krieg
Während des Dreißigjährigen Krieges verbündete sich Wilhelm V. mit König Gustav Adolf von Schweden – beide waren Urenkel Philipps von Hessen – und unterstellte diesem seine gesamte Armee. Zu den Bündnispartnern zählten weiter die Herzöge Wilhelm und Bernhard von Sachsen-Weimar sowie August der Jüngere von Braunschweig.
Wilhelm nahm selbst als Feldherr am Krieg teil und schaffte es im Juni 1631, die kaiserlichen Truppen unter Aldringen und Fugger aus Hessen zu vertreiben. Am 22. August 1631 drohte Tilly erneut in Hessen einzumarschieren, was jedoch gegen die Koalition mit dem schwedischen König nicht gelang. Nach der von Gustav Adolf gegen Tilly gewonnenen Schlacht bei Breitenfeld erhielt Wilhelm V. im Vertrag von Werben, den er am 22. August 1631 mit dem Schwedenkönig schloss, als verbriefte Schenkung von Gustav Adolf die Stifte Fulda, Hersfeld, Paderborn und das Kloster Corvey, in denen Hessen alte Schutzherrschaften innehatte, sowie das erst noch zu erobernde Bistum Münster. Wilhelm konnte nun in die Offensive gehen und im August die Stadt Hersfeld und im September das kurmainzische Fritzlar erobern. Im Bereich des Reichsstifts Fulda herrschte er von 1632 bis 1634 als „Fürst von Buchen“. Der Landgraf und Gustav Adolf zogen im November 1631 gemeinsam in Frankfurt am Main ein. Damit war die Position des Landgrafen Georg II. von Hessen-Darmstadt, der mit dem Kaiser verbündet war, in hohem Maß bedroht, und er trat umgehend mit dem König von Schweden in Verhandlungen. Für Wilhelm V. stellte sich überraschenderweise heraus, dass der König dem Landgrafen von Hessen-Darmstadt nur die Festung Rüsselsheim abnahm, ihm aber ganz Oberhessen zusprach. Als jedoch 1632 Gustav Adolf in der Schlacht bei Lützen fiel, brach die politische Koalition, in der Hessen-Kassel so erstarkt war, zusammen und die katholische Liga gewann wieder an Kraft.
1633 eroberte Wilhelm mit seinen Truppen die Stadt Rheine im Hochstift Münster.
Als der Kaiser 1635 im Vertrag von Prag eine Vielzahl deutscher Fürsten vereinigte, um die ausländischen Mächte aus Deutschland zu vertreiben, beteiligte Landgraf Wilhelm sich nicht daran, was ihn isolierte. Vielmehr schloss er ein Bündnis mit Frankreich, in dem er sich gegen Zahlung französischer Subsidien zur Aufstellung eines Heers von 10.000 Mann verpflichtete. Daraufhin trug der Kaiser den Krieg nach Niederhessen. Das Stift Fulda wurde restituiert. Wilhelm verlor seine Besitzungen in Westfalen und konnte die Schuldenlast in Höhe von 2,5 Millionen Gulden, die zum Teil noch sein Vater verursacht hatte, nicht mehr bereinigen. Über ihn wurde die Reichsacht verhängt, und Landgraf Georg II. von Hessen-Darmstadt wurde zum Administrator Nordhessens berufen. 1637 wurde Oberhessen in einer vom Kaiser gebilligten Strafaktion durch das kaiserliche Heer besetzt. Für die Bevölkerung begannen mit dem „Kroatenjahr“ furchtbare Kriegsgräuel und Verwüstungen. 18 hessische Städte gingen in Flammen auf, 47 Burgen und 100 Dörfer wurden zerstört. Nur Kassel selbst blieb verschont. Dort brach jedoch die Pest aus, der 1440 Personen zum Opfer fielen.
Wilhelm musste mit seiner Familie fliehen. Zuvor war es ihm 1636 noch gelungen, die mit schwedischen Truppen besetzte und von kaiserlichen Truppen belagerte Festung Hanau, Stammsitz der Familie seiner Frau, zu befreien.

## Tod
Wilhelm V. starb 1637 im Feldlager in Ostfriesland im Exil. Er wurde aufgrund der politischen Verhältnisse erst am 23. April 1640 in der Martinskirche in Kassel beigesetzt. Landgräfin Amalie Elisabeth übernahm die vormundschaftliche Regentschaft für den noch minderjährigen Erben, Landgraf Wilhelm VI., und führte sie bis 1650 sehr erfolgreich.
Auf der Rückseite seiner in zahlreichen Varianten geprägten Weidenbaumtaler befindet sich sein Wahlspruch DEO ∙ VOLENTE ∙ HUMILIS ∙ LEVABOR ∙ Die Übersetzung lautet: So Gott will, werde ich (aus meiner Niedrigkeit) erhöht werden. Der Baum, der trotz allen Widrigkeiten nicht fällt, ist die Symbolik dafür. Seine Witwe prägte den Taler noch zwei Jahre nach seinem Tod genau so weiter.

## Nachkommen
Wilhelm V. heiratete am 21. September 1619 Amalie Elisabeth, eine Tochter des ebenfalls reformierten Grafen Philipp Ludwig II. von Hanau-Münzenberg und der Katharina Belgica von Oranien, mit der er folgende Kinder hatte:
- Agnes (1620–1621)
- Moritz (1621–1621)
- Elisabeth (1623–1624)
- Wilhelm (1625–1626), Erbprinz von Hessen-Kassel
- Emilie (1626–1693)
⚭ 1648 Henri Charles, duc de La Tremoille (1620–1672)
- Wilhelm VI. (1629–1663), Landgraf von Hessen-Kassel
⚭ 1649 Hedwig Sophie von Brandenburg (1623–1683)
- Charlotte (1627–1686)
⚭ 1650–1657 (gesch.) Karl I. Ludwig von der Pfalz (1617–1680)
- Philipp (1630–1638)
- Adolf (1631–1632)
- Karl (1633–1635)
- Elisabeth (1634–1688), Äbtissin von Stift Herford
- Luise (1636–1638)